# Corasoides angusi
Espèce
Corasoides angusi est une espèce d'araignées aranéomorphes de la famille des Desidae.

## Distribution
Cette espèce est endémique de la province de Morobe en Papouasie-Nouvelle-Guinée,. Elle se rencontre au nord de Wau dans les monts Kuper.

## Description
La carapace du mâle holotype mesure 6,3 mm de long sur 4,3 mm et l'abdomen 6,6 mm de long sur 3,1 mm et la carapace de la femelle paratype mesure 6,3 mm de long sur 4,8 mm et l'abdomen 7,6 mm de long sur 5,1 mm.

## Étymologie
Cette espèce est nommée en l'honneur de Warrick Angus.

## Publication originale
- Humphrey, 2017 : A revision and cladistic analysis of the genus Corasoides Butler (Araneae: Desidae) with descriptions of nine new species. Records of the Australian Museum, vol. 69, no 1, p. 15-64 (texte intégral).